# 베트남 제국
베트남 제국(베트남어: Đế quốc Việt Nam)은 1945년 3월 11일부터 8월 23일까지 짧은 기간 동안 존속했던 나라이다. 응우옌 왕조의 13대 황제였던 바오다이가 일본 제국과 협력해 베트남, 라오스, 캄보디아를 합쳐 세웠으나 사실상 일본의 괴뢰정권이었다.
1945년 8월 15일 일본이 항복하자, 호찌민이 이끄는 비엣민은 베트남 8월 혁명으로 빠르게 권력을 탈취하고 임시 베트남 민주공화국 정부를 설립하였다. 일본이 항복문서에 조인하여 전쟁이 종결된 9월 2일, 이들은 하노이에서 베트남 민주공화국의 독립을 선언했다. 같은 시기 베트남에 있는 프랑스인과 일본군의 포로가 된 프랑스 군인들이 주축이 되어 사이공에서 식민군을 재결성하자, 9월 2일 독립선언은 양측의 충돌을 불러일으켰다.

## 같이 보기
- 베트남 전쟁 (1945년~1946년)
- 베트남국